# Пам'ять (фільм, 2021)
Пам'ять — драма 2021 року спільного виробництва Колумбії, Таїланду, Франції, Німеччини, Мексики, Катару, Великої Британії, Китаю та Швейцарії. Режисер та сценарист Апітчатпон Вірасетакул. Продюсери Тільда Суінтон й Апічатпон Вірасетакул. Світова прем'єра відбулася 15 липня 2021 року; прем'єра в Україні — 11 листопада 2021-го.

## Про фільм
Головна героїня Джесіка приїжджає до Колумбії, щоби доглядати за хворою сестрою, яка перебуває в стані сну. Однак і сама Джесіка майже втрачає спокій — її переслідує загадковий звук, нагадуючий вибух або потужний удар. Джесіка втрачає сон і намагається з'ясувати походження дивного звуку.

## Знімались
| Актор                | Роль |
| -------------------- | ---- |
| Тільда Свінтон       |      |
| Елкін Діас           |      |
| Жанна Балібар        |      |
| Хуан Пабло Уррего    |      |
| Даніель Хіменес Качо |      |
| Констанса Гутьєррес  |      |